# فاو-فولکس‌واگن

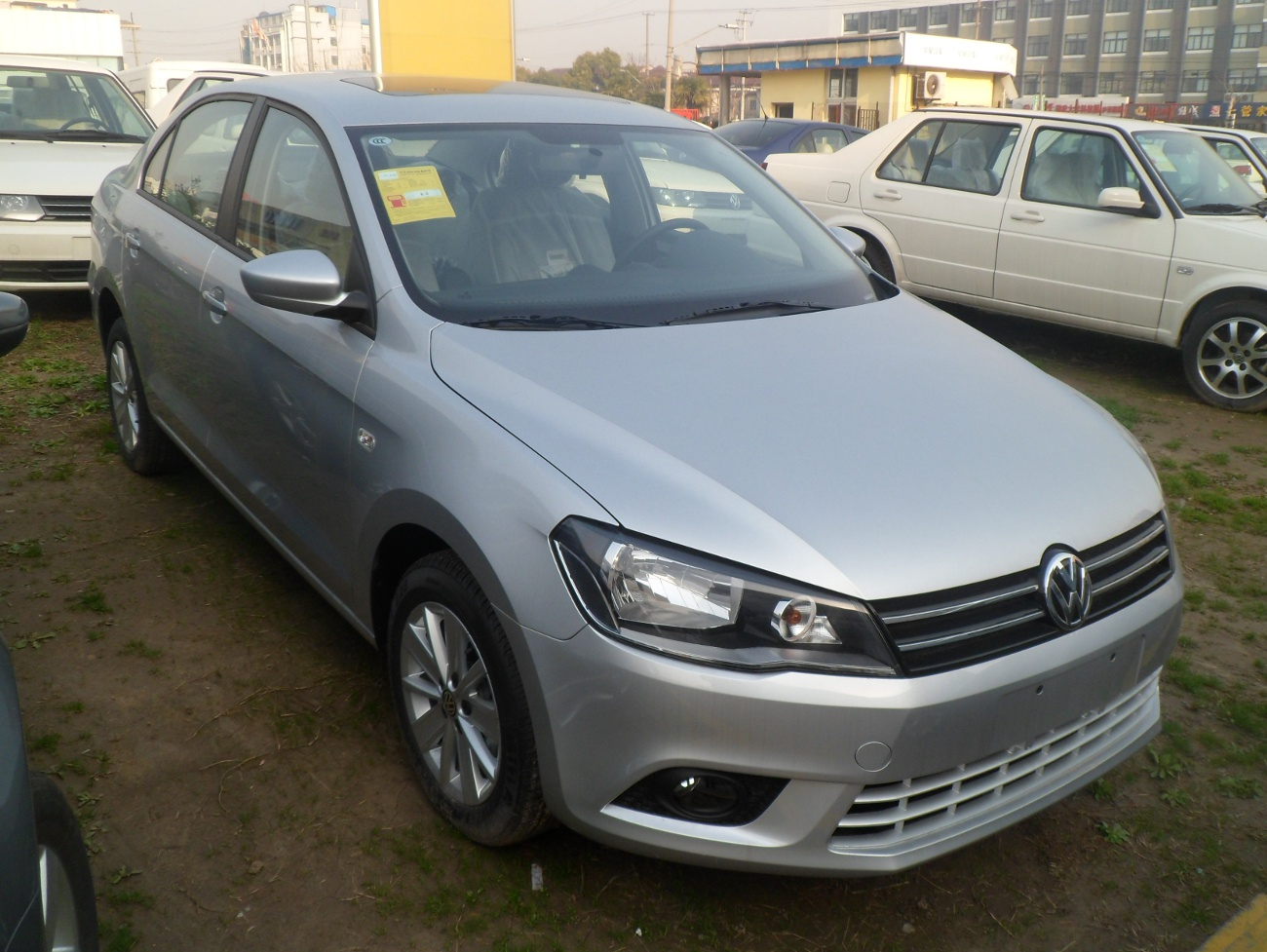
فولکس‌واگن جتا، تولید شده در کارخانجات فاو-فولکس‌واگن

فاو-فولکس‌واگن (به انگلیسی: FAW-Volkswagen) شرکت خودروسازی چینی است، که در سال ۱۹۹۱ از مشارکت انتفاعی گروه فولکس‌واگن و گروه فاو راه‌اندازی شد. در حال حاضر سهام‌داران اصلی این شرکت، عبارتند از: گروه فولکس‌واگن (۲۰٪)، آئودی (۱۰٪)، فولکس‌واگن چین (۱۰٪) و گروه فاو (۶۰٪).
شرکت فاو-فولکس‌واگن در سال ۲۰۱۱ کمی بیش از ۱ میلیون دستگاه، خودرو به‌فروش رساند. دفتر مرکزی و دو کارخانه تولیدی اصلی این شرکت در شهر چانگچون، جی‌لین، قرار دارد. سومین کارخانه این شرکت نیز در شهر چنگدو، استان سیچوآن مستقر می‌باشد. شرکت فاو-فولکس‌واگن همچنین در حال ساخت چهارمین کارخانه تولید خودروی خود، در شهر فوشان، استان گوانگ‌دونگ، جمهوری خلق چین می‌باشد.